# MASH (ミュージシャン)
MASH（マッシュ、1979年7月11日 - 、本名：増田憲一）は、日本のシンガーソングライターである。愛知県春日井市出身。なお『MASH』とは、小学校時代からのあだ名だったという。

## 来歴
- 1998年からバンドのMCとして、名古屋を中心として音楽活動を開始。2001年（平成13年）に7人組ヒップホップ・バンド「ASIAN PIMPS」を結成。ASIAN PIMPSでは、アルバム『nagoyaROCKers』をリリース。2006年に解散。この他、HB、TOKONA-X、nobodyknows+の曲とコンサートツアーにも参加（後述）。
- 2006年11月8日、ミニアルバム『情熱のばか』でソロデビュー。
- 2007年8月8日、cutting edgeよりミニアルバム『天然音源』でメジャー・デビュー。
- 2008年
  - 2月、両A面シングル『ダンスダンスダンス／ハローハロー』発売。
  - 4月、メジャー・1stソロアルバム『よろしくマイハート』発売。"みなぎるパワー"、その他"風に吹かれて"、"ヒーロー"などを含む12曲収録。
- 2009年
  - 2月4日、メジャー2nd.ミニアルバム『文字降る夜』を発売。収録曲の"稲穂"がUSEN中部地区リクエストチャート2週連続1位を記録。
  - 6月10日に両A面シングル『僕がいた / Boys ～光り輝く明日へ～』を発売。収録曲の『Boys～光り輝く明日へ～』は、テレビ東京系アニメ「メタルファイト ベイブレード」のエンディングテーマとして4月より使用。「僕がいた」はUSEN総合チャートにて16週連続ランクイン。最長チャートイン記録楽曲となりフジテレビのめざましテレビで取り上げられる。
  - 7月15日、"僕がいた"、"Boys ～光り輝く明日へ～"、"稲穂"を含む10曲を収録した、メジャー2ndフルアルバム『ボロボロのスニーカーとFREEDOM』を発売。
- 2010年
  - 7月7日に3rdアルバム『若者』をリリース。アルバム収録曲『夢追いの地図をひろげて』『so long』がCBCテレビ創立60周年記念ドラマ「おかげ様で!」のテーマソングに使用。
- 2011年
  - 4thアルバム『光とかげ』をリリース。ARABAKI ROCK FEST.11に出演。
- 2013年
  - 自主レーベルBluestar Recordsを地元名古屋に設立。
  - 9月4日5thアルバム『Perfect World』を発売。収録曲の『青空』はZIP-FM総合チャートで1位を獲得。収録曲の『いちばん星』はcrossfm「green recommend」に使用。
  - 9月、ZIP-FM「THE WORLD IS YOURS」放送開始、2014年12月放送終了。
- 2014年
  - 8月20日、6thアルバム「Squall」を発売。
  - 9月10日、母校春日井東高校の学校祭「けやき祭」にてZIP-FMの公開収録を開催。
- 2015年
  - 1月1日、レギュラーラジオ番組、ZIP-FM「Versus」を12月の終了まで放送。
  - 11月11日、初のベスト・アルバム「MASH BEST 新しい星座 2006-2015」を発売。
- 2016年
  - 1月23日、デビュー10周年記念ライブ「MASH HOUR『新しい星座』at Zepp Nagoya」を開催。満員御礼。
  - 11月9日7thアルバム「黄金の季節」を発売。
  - 体調不良のため同年を以て一旦活動休止。
- 2017年
  - 8月19日、美浜町小野浦海水浴場にて行われた【元気の出る花火大会 in MIHAMA『トップPresents ビッグバン2017』】にて花火前のステージにて活動再開。
- 2018年
  - 1月14日、約1年2ヵ月振りの開催となるワンマンライブ『MASH HOUR「僕たちが好きだった未来」at TOKUZO』を開催。チケット発売日に即日完売。
  - 2月2日、『MASH HOUR「僕たちが好きだった未来」at 三軒茶屋GRAPEFRUIT MOON』で東名ツアーファイナルを迎える。
  - 5月26日、『MASH HOUR「虹の向こうで」at 北文化小劇場』を花道・枡席と和の雰囲気を持つ特異な劇場でのワンマンライブを敢行。
  - 7月14日『MASH HOUR「町は誰かの思い出でできている 町は誰かの想いでできていく」at 京都SOLE CAFE』初の京都ワンマン開催を発表。間もなくチケット完売。
- 2019年
  - 1月27日 デジタル配信シングル「星が綺麗な夜に」リリース。
  - 4月7日、レギュラーラジオ・大日本印章&RWEDDINGS presents MASHの「あの日もラジオからこんな歌が流れてた」放送開始。FM愛知にて毎週日曜日18:00放送。
  - 6月、「たった16小節の夢」リリース記念ツアー『MASH HOUR「この道の先で待ってて」』が開催。名古屋、京都、ポートランド、東京を回るツアーを敢行。自身初となるアメリカ・ポートランドでのワンマンを行う。
  - 7月10日、CD盤シングルとしては約10年ぶりの発売となる「たった16小節の夢」がavexより発売。「星が綺麗な夜に」を含む3曲を収録。
- 2020年
  - 2月9日、名古屋ダイアモンドホールにて、ライブ活動休止前のワンマンライブ「奇跡の夜」を開催。ライブ中、ファンの前で上京宣言を行う。
  - 3月31日、キャリア初となるライブアルバム「奇跡の夜」を配信リリース。
- 2021年
  - 9月17日、活動再開を発表。
  - 10月29日-11月14日、東名阪を回るアコースティックツアー「壊れたJukebox」を開催。
  - 11月8日デビュー15周年を迎え、デジタル配信シングル「壊れたJukebox」をリリース。
- 2022年
  - 2月10日、デビュー15周年を記念し、『MASH HOUR「風の歌が聴こえる」at 名古屋クラブクアトロ』を開催。
  - 4月23日から全国各地で弾き語りやアコースティック編成でのツアーを敢行。
  - 10月21日、TBS「この歌詞が刺さった！グッとフレーズ」内で平野紫耀が「僕がいた」を自身を励ます歌として紹介。iTunes及び各主要配信サイトで10位以内にチャートイン。
  - 12月3日、JFA公式YouTube「Team Cam vol.11」にてサッカー日本代表がカタールＷ杯のスペイン戦の歴史的勝利後に「僕がいた」を聴いている様子が配信される。
  - 12月24日、USENリクエスト J-POP HOT30（12/21付）で「僕がいた」が1位を獲得。翌日のスポーツ報知にて、長友佑都が「メロディーが好きで、気持ちが上がる。歌詞全体好きだけど、サビの歌詞が特に好き」と楽曲にコメントを寄せる。
- 2023年
  - 2月13日、東京タワーのメインデッキにあるClub333にてワンマンライブを開催。
  - 3月1日、城西大学附属城西高校の卒業式にサプライズでライブを行う。
  - 5月から6月にかけて東名阪を回るツアー「Where The Light Is」を敢行。
  - 6月17・18日、東京・渋谷の8会場で行われた都市型周遊フェス「YATSUI FESTIVAL! 2023」に出演。
  - 7月11日、ロンドンにてサイモン･ヘイルがストリングスアレンジを施しリアレンジされた、「僕がいた Where The Light Is」をリリースする。
  - 9月30日、ZIP-FM開局30周年イベントに出演。
  - 12月8日、新曲「毎日がアンコール」を配信リリース。
  - 12月15日、名古屋市にある千種文化小劇場でワンマンライブを開催。そこで初披露された「僕のサンタクロースダイアリー」のライブ音源を22日に配信リリース。

## ディスコグラフィ

### シングル
|     | 発売日        | タイトル                        | 規格 | 規格品番   | 収録曲 | 備考         |
| --- | ------------- | ------------------------------- | ---- | ---------- | --- | ------------ |
| 1st | 2008年2月6日  | ダンスダンスダンス/ハローハロー | CD   | CTCR-40272 | 1. ダンスダンスダンス 2. ハローハロー 3. ぽりまかせ 〜風のメドレー自由型〜                                | オリコン圏外 |
| 2nd | 2009年6月10日 | 僕がいた/Boys～光り輝く明日へ～ | CD   | CTCR-40296 | 1. 僕がいた 2. Boys〜光り輝く明日へ〜 3. 僕がいた (Instrumental) 4. Boys〜光り輝く明日へ〜 (Instrumental) |              |
| 3rd | 2019年7月10日 | たった16小節の夢                | CD   | AVCD-94514 | 1. 星が綺麗な夜に 2. たった16小節の夢 3. マイホームタウン                                                 |              |

### デジタルシングル
| 発売日         | タイトル                                                                             | レーベル           | 備考             |
| -------------- | ------------------------------------------------------------------------------------ | ------------------ | ---------------- |
| 2011年7月6日   | カレーライス                                                                         | AVEX ENTERTAINMENT |                  |
| 2011年7月27日  | 列車                                                                                 | AVEX ENTERTAINMENT |                  |
| 2011年10月19日 | 太陽とカーテン                                                                       | AVEX ENTERTAINMENT |                  |
| 2013年2月20日  | いちばん星                                                                           | AVEX ENTERTAINMENT |                  |
| 2013年8月14日  | 青空                                                                                 | Bluestar Records   |                  |
| 2014年4月2日   | パレード                                                                             | Bluestar Records   |                  |
| 2015年9月23日  | Lovers                                                                               | AVEX ENTERTAINMENT |                  |
| 2016年7月30日  | 1979                                                                                 |                    |                  |
| 2016年10月19日 | 黄金の季節                                                                           |                    |                  |
| 2019年1月27日  | 星が綺麗な夜に                                                                       | Bluestar Records   | 配信サイトリンク |
| 2019年12月25日 | たった16小節の夢 -Dream In 16 Bars ver.-(2019.7.15 Live at Portland Roasting Coffee) | AVEX ENTERTAINMENT |                  |
| 2021年11月8日  | 壊れたJukebox                                                                        | 大航海時代合同会社 | 配信サイトリンク |
| 2023年7月11日  | 僕がいた Where The Light Is                                                          | JINNAN Records     | 配信サイトリンク |
| 2023年12月8日  | 毎日がアンコール                                                                     | Bluestar Records   | 配信サイトリンク |
| 2023年12月20日 | 僕のサンタクロースダイアリー                                                         | Bluestar Records   | 配信サイトリンク |

## アルバム

### ミニ・アルバム
|     | 発売日        | タイトル   | 規格 | 規格品番   | 収録曲 | 備考              |
| --- | ------------- | ---------- | ---- | ---------- | --- | ----------------- |
| 1st | 2006年11月8日 | 情熱のばか | CD   | WS-70001   | 1. じょうぜつのばか 2. 風のメロディ 3. 21世紀少年 4. ROCK STAR 5. Happy Life 6. 国道19号 feat.Louko 7. イエローヌバック feat.ヤス一番? (nobodyknows+) 8. 太陽はひとりぼっち 9. EndWalk 10. 僕ら、ボンクラ、Born to run |                   |
| 2nd | 2007年8月8日  | 天然音源   | CD   | CTCR-14546 | 1. Party up 2. 平成と情熱の間に 3. みなぎるパワー 4. 風のランナー 5. 海追憶 | オリコン圏外      |
| 3rd | 2009年2月4日  | 文字降る夜 | CD   | CTCR-14614 | 1. 勇気を見せてやる 2. 青空とヒトキレのcloud 3. 地球へ行く 4. 稲穂 5. 音楽をとめないで | オリコン最高271位 |

### オリジナル・アルバム
|      | 発売日         | タイトル                       | 規格         | 規格品番                  | 収録曲 | 備考              |
| ---- | -------------- | ------------------------------ | ------------ | ------------------------- | --- | ----------------- |
| 1st  | 2008年4月23日  | よろしくマイハート             | CD           | CTCR-14576                | 1. Door 2. 本日、再生。 3. 247 feat.HOZE 4. ダンスダンスダンス 5. 今日から俺は 6. みなぎるパワー 7. 好きな曲だけテープに吹き込んで 8. 夢の中にいるみたい 9. ハローハロー 10. へ～んしん! 11. 風に吹かれて 12. ヒーロー | オリコン圏外      |
| 2nd  | 2009年7月15日  | ボロボロのスニーカーとFREEDOM  | CD           | CTCR-14635                | 1. OK Microphone 2. Boys～光り輝く明日へ～ 3. 鳥男の憂鬱 4. 苦虫とガムを噛んで 5. 雨 6. 稲穂 7. ゆうじ 8. 僕がいた 9. 1998年のデイトリップ 10. Soup | オリコン最高216位 |
| 3rd  | 2010年7月7日   | 若者                           | CD+DVD CD    | CTCR-14674/B CTCR-14675   | CD 1. 夢追いの地図をひろげて 2. 青年は荒野をめざす 3. 世界が終わる 4. BOB MARLEYのポスター 5. おめでとう 6. 青春 7. 七月六日 8. カラス 9. 助手席に乗りこめよgirl~星降る夜に~ 10. so long 11. 月に吠える DVD 1. 稲穂 (MASH HOUR～ボロボロのスニーカーとFREEDOM～in SHIBUYA BOXX) 2. 僕がいた (MASH HOUR～ボロボロのスニーカーとFREEDOM～in SHIBUYA BOXX) 3. ダンスダンスダンス (MASH HOUR～夢追いの地図をひろげて～in APOLLO THEATER) 4. 七月六日 (MASH HOUR～夢追いの地図をひろげて～in APOLLO THEATER) 5. 夢追いの地図をひろげて (Music Clip) | オリコン最高136位 |
| 4th  | 2011年11月2日  | 光とかげ                       | CD+DVD CD    | CTCR-14739/B CTCR-14740   | CD 1. 白い月 2. 列車 3. 憂鬱が燃える 4. カレーライス 5. ひとりひとつずつ 6. 太陽とカーテン 7. 詩人のリング 8. 独裁者 9. many moons 10. この街のすべて DVD 1. 風のメロディ 2. カレーライス 3. BOB MARLEYのポスター 4. 稲穂 5. 僕がいた | オリコン最高205位 |
| 5th  | 2013年9月4日   | Perfect World                  | CD           | XQMC-1001                 | 1. トムソーヤ 2. teenager 3. 青空 4. 夕暮れのバスに乗って 5. 君の声 6. 気分はもう戦争 7. いちばん星 8. 僕の朝ごはんの邪魔はするな 9. A Perfect World 10. darlin’ 11. チューニングン 12. お願いradio | オリコン最高194位 |
| 6th  | 2014年8月20日  | Squall                         | CD           | XQMC-1002                 | 1. Time Machine 2. 夏の扉 3. ネバーエンディング・ストーリー 4. パレード 5. (2064) 6. 未来警察 7. 恋愛小説家 8. 素晴らしき世界 9. リボルバー 10. 冬の魔法 11. 笑顔が似合う人 | オリコン最高174位 |
| Best | 2015年11月11日 | MASH BEST 新しい星座 2006-2015 | CD+DVD CD+CD | CTCR-14871/B CTCR-14872/3 | CD 1. 僕がいた 2. 夢追いの地図をひろげて 3. 21世紀少年 4. いちばん星 5. みなぎるパワー 6. パレード 7. 光り輝く明日へ 8. ダンスダンスダンス 9. カレーライス 10. Lovers (新曲) 11. 太陽とカーテン 12. ヒーロー 13. 音楽をとめないで 14. 七月六日 15. 青空 16. 笑顔が似合う人 17. 稲穂 DVD(Music Video) 1. 21世紀少年 2. みなぎるパワー 3. ヒーロー 4. ダンスダンスダンス 5. 風に吹かれて 6. 光り輝く明日へ 7. 稲穂 8. 僕がいた 9. 夢追いの地図をひろげて 10. 太陽とカーテン 11. 青空 12. トムソーヤ 13. パレード 14. 笑顔が似合う人 15. Lovers   | オリコン最高101位 |
| 7th  | 2016年11月9日  | 黄金の季節                     | CD           | ZINE-1016                 | 1. 少年 2. 黄金の季節 3. 1979 4. 誰かが僕を悪く言っても 5. the World 6. 朔望 7. Oh Ray 8. I am a Boy 9. 3月のラストシーン 10. (after the gold rush) 11. うれしい時だって涙は流れるよ\| |                   |

### 参加作品
| リリース日    | 曲名                                                                        | 収録された作品                                                                   |
| 2004年1月28日 | JYOSHIDAI ROCK feat. LOKU/WATT/Killa-D/MASH/ANTY the KUNOICHI/KEISHI/DJ abu | TOKONA-X『トウカイXテイオー』                                                    |
| 2006年6月28日 | Beautiful World／MASH/來々/Mr.SWING M.A.R.V.I.N／H.O.Z.E./MASH/Smells Good  | V.A.『swing presents...Peace from Central Japan』                                |
| 2007年2月14日 | これと言って不安はない feat. MASH                                           | HANGMAN『TAKE OVER』                                                             |
| 2008年8月27日 | 光輝く明日へ イエローヌバック／MASH feat. ヤス一番？                        | V.A.『CLUB★music vol.1～LOVE&PEACE～』                                           |
| 2008年12月3日 | Flower in the Dream～夢の中にいるみたい～ feat. MASH                        | Dr.TOSH?『Vaga!Raga!』                                                           |
| 2009年2月18日 | 稲穂                                                                        | V.A.『「誰も知らない泣ける歌」外伝 エイベックス・セレクション ～ゆうきのうた～』 |
| 2010年2月10日 | おめでとう                                                                  | V.A.『BOUQUET!! -ブーケ-』                                                       |
| 2011年4月13日 | 風来坊                                                                      | V.A.『SOUL JAMMIN' Presented By Jazzy Jam Dancehall』                            |

## タイアップ一覧
| 楽曲                           | タイアップ |
| ------------------------------ | --- |
| みなぎるパワー                 | 東海テレビ『もりすぎッ!』2007年8月度EDテーマ |
| ダンスダンスダンス             | TBS系テレビ全国ネット『COUNT DOWN TV』2008年2月度エンディングテーマ                                                                                   |
| ハローハロー                   | H.I.S.劇場CMタイアップ曲 |
| 好きな曲だけテープに吹き込んで | オートバックス『スーパーカーナビフェア』CMソング |
| 稲穂                           | 2014年映画『いつかの、玄関たちと、』主題歌、中京テレビ『SPORTS STADIUM』2月度エンディングテーマ、テレビ埼玉『ごごたま』2009年12月度エンディングテーマ |
| 勇気を見せてやる               | 日本テレビ『カミングアウトバラエティ!!秘密のケンミンSHOW』2009年1～3月度エンディングテーマ                                                            |
| Boys～光り輝く明日へ～         | テレビ東京系列アニメ『メタルファイト ベイブレード』エンディングテーマ                                                                                 |
| おめでとう                     | 中京テレビ『SPORTS STADIUM』2010年3月度エンディングテーマ 、有限会社池田屋貸衣装店企業CMソング、株式会社マルエイ企業CMソング                          |
| 夢追いの地図をひろげて         | 毎日放送 / GAORA（CS放送）『第82回選抜高等学校野球大会』中継テーマソング、CBCテレビ『おかげ様で!』エンディングテーマ                                  |
| so long                        | CBCテレビ『おかげ様で!』オープニングテーマ |
| 青空                           | 株式会社TOP TVCMソング |
| A Perfect World                | 『24時間テレビ36・愛は地球を救う』応援ソング |
| こどもの国                     | 中京テレビ『前略、大徳さん』オープニングテーマ |
| パレード                       | 中京テレビ『前略、大徳さん』エンディングテーマ |
| Lovers                         | 株式会社TOP TVCMソング |

## ミュージックビデオ
| 曲名                                            | 監督                         |
| 21世紀少年                                      | ニシヤマチアキ               |
| みなぎるパワー                                  | ニシヤマチアキ               |
| ヒーロー                                        | ニシヤマチアキ               |
| ダンスダンスダンス                              | 白組                         |
| 風に吹かれて                                    | ニシヤマチアキ               |
| 光輝く明日へ                                    | ニシヤマチアキ               |
| 稲穂                                            | 名取哲                       |
| 僕がいた                                        | 名取哲                       |
| 夢追いの地図をひろげて                          | 加藤立                       |
| 太陽とカーテン                                  | 名取哲                       |
| 青空                                            | 名取哲                       |
| トムソーヤ                                      | 名取哲                       |
| パレード                                        | 鷲尾友公                     |
| 笑顔が似合う人                                  | 佐藤智也                     |
| Lovers                                          | 名取哲                       |
| たった16小節の夢                                | 名取哲                       |
| マイホームタウン                                | 東放学園プロモーション映像科 |
| 星が綺麗な夜に(2020.02.09.Live at Diamond Hall) |                              |
| 壊れたJukebox                                   | MASH                         |
| 僕がいた Where The Light Is                     | 今井俊彦                     |
| 毎日がアンコール                                |                              |
| 僕のサンタクロースダイアリー                    |                              |

## 主なライブ
- 2007年10月27日 - MINAMI WHEEL 2007
- 2008年11月03日 - MINAMI WHEEL 2008
- 2009年08月22日・30日 - a-nation 2009
- 2009年10月2日 - ジャイアンナイトDRAGON
- 2009年10月31日 - MINAMI WHEEL 2009
- 2009年11月1日 - 東京電機大学 第48回錦祭
- 2009年12月17日 - MASH HOUR～ボロボロのスニーカーとFREEDOM～in TOKYO
- 2009年12月31日 - Nagashima Countdown & New Year's Party　2010
- 2010年08月22日・28日 - a-nation '10
- 2010年11月14日 - MINAMI WHEEL 2010
- 2011年08月28日 - ARABAKI ROCK FEST.11
- 2011年10月16日 - MINAMI WHEEL 2011
- 2012年06月02日 - SAKAE SP-RING 2012
- 2012年08月09日 - a-nation musicweek Asia Progress
- 2012年10月06日 - ZIP-FM 19th ANNIVERSARY ZIP AUTUMN SQUARE -POWER TO THE PEOPLE-
- 2013年06月09日 - SAKAE SP-RING 2013
- 2013年10月13日 - MINAMI WHEEL 2013
- 2013年12月31日 - LAGUNA NewYear's COUNTDOWN 2014
- 2014年05月24日 - Gatsby Show 2014
- 2014年07月20日 - BOUNCE IN THE HALL 2014
- 2015年02月11日 - MASH HOUR 「Squall」 at 月見ル君想フ
- 2015年03月14日 - HAPPY JACK 2015
- 2015年03月21日 - 中京テレビ 番組祭り チュウキョ～くんタウン
- 2015年05月10日 - WEST SIDE MUSIC JUNCTION vol.1
- 2015年06月12日 - MASH HOUR「ACOUSTIC LIVE」at ちくさ座
- 2015年09月26日 - THE SOLAR BUDOKAN 2016
- 2015年10月12日 - 春日井ミュージックフェスティバル2015
- 2015年11月28日 - Act Against AIDS 2015 LIVE in Centrair
- 2016年1月23日 - MASH HOUR「新しい星座」at Zepp Nagoya
- 2016年7月29日 - MASH HOUR「七月の地図」at ちくさ座
- 2016年10月2日 - MASH HOUR「黄金の季節」at 代官山晴れたら空に豆まいて
- 2018年1月14日 - MASH HOUR「僕たちが好きだった未来」at Tokuzo
- 2018年2月2日 - MASH HOUR「僕たちが好きだった未来」at 三軒茶屋GRAPEFRUIT MOON
- 2018年5月26日 - MASH MASH HOUR「虹の向こうで」at 北文化小劇場
- 2018年7月14日 - MASH HOUR「町は誰かの思い出でできている 町は誰かの想いでできていく」at 京都SOLE CAFE
- 2018年9月7日 - MASH HOUR「いつも最後は笑ってたね」at 柳ヶ瀬ants
- 2018年9月16日 - 今池まつり2018「今池パルチザン Black Party」
- 2018 年11月16日 - MASH HOUR「Winter Series 2018-相対-」at Tokuzo
- 2018年12月14日 - MASH HOUR「Winter Series 2018-逢いたい-」at Tokuzo
- 2019年2月9日 - MASH HOUR「星が綺麗な夜に」at 京都府庁旧本館
- 2019年2月16日 - MASH HOUR「星が綺麗な夜に」at 三軒茶屋GRAPEFRUIT MOON
- 2019年4月29日 - MASH HOUR「たった16小節の夢」at ちくさ座
- 2019年6月16日 - MASH HOUR「この道の先で待ってて」at TOKUZO
- 2019年6月29日 - MASH HOUR「この道の先で待ってて」at 京都・紫明会館
- 2019年7月15日 - MASH HOUR「この道の先で待ってて」at Roasting Coffee（Portland, OR U.S.A）
- 2019年8月3日 - MASH HOUR「この道の先で待ってて」at 三軒茶屋GRAPEFRUIT MOON
- 2019年10月2日 - MASH HOUR「今夜だけは好きに歌わせてくれないか」at TOKUZO
- 2020年2月9日 - MASH HOUR「奇跡の夜」at DIAMOND HALL
- 2021年10月29日 - MASH HOUR「壊れたJukebox」at 三軒茶屋GrapeFruitMoon
- 2021年11月8日 - MASH HOUR「壊れたJukebox」at 今池TOKUZO
- 2021年11月14日 - MASH HOUR「壊れたJukebox」at 京都SOLE CAFE
- 2021年12月15日 - MASH HOUR「クリスマスカード」at JIROKICHI
- 2022年1月21日 - MASH HOUR「たましいの祝日」at 下北沢ニュー風知空知
- 2022年2月10日 - MASH HOUR「風の歌が聴こえる」at Nagoya Club Quattro
- 2022年2月19日 - MASH HOUR「風の歌が聴こえる」at 吉祥寺MANDA-LA2
- 2022年7月18日 - MASH HOUR「夏の男達」at 今池TOKUZO
- 2022年9月23日 - MASH HOUR「天使が通る」名古屋公演2Days-Day1-
- 2022年9月24日 - MASH HOUR「天使が通る」名古屋公演2Days-Day2-
- 2022年9月25日 - MASH HOUR「天使が通る」京都公演
- 2022年10月9日 - MASH HOUR「天使が通る」福岡公演
- 2022年10月22日 - MASH HOUR「天使が通る」東京公演
- 2022年11月8日 - MASH HOUR「16本のキャンドルナイト」
- 2022年11月17日 - MASH HOUR「2022年のトムソーヤ」at 下北沢ニュー風知空知
- 2022年11月19日 - MASH HOUR「My Friend」at 川ノ家ソッタク
- 2022年11月20日 - MASH HOUR「My Friend」at 酒場やみくろ
- 2022年12月11日 - MASH HOUR「My Friend-Xmas Candle Night-」at Grape Park Court
- 2022年12月28日 - MASH HOUR「君のアンコールが聴こえる」at 中村文化小劇場
- 2023年1月27日 - MASH HOUR「Wake up!」at 今池TOKUZO